# Buergeria
Buergeria Tschudi, 1838 è un genere di anfibi anuri unico appartenente della sottofamiglia Buergeriinae.

## Distribuzione
Le specie di questo genere si trovano nell'isola di Taiwan e nelle isole Ryūkyū e Honshū del Giappone

## Tassonomia
Comprende le seguenti specie:
- Buergeria buergeri (Temminck and Schlegel, 1838)
- Buergeria choui Matsui and Tominaga, 2020
- Buergeria japonica (Hallowell, 1861)
- Buergeria otai Wang, Hsiao, Lee, Tseng, Lin, Komaki, and Lin, 2018 "2017"
- Buergeria oxycephala (Boulenger, 1900)
- Buergeria robusta (Boulenger, 1909)